# Roma (Mythologie)

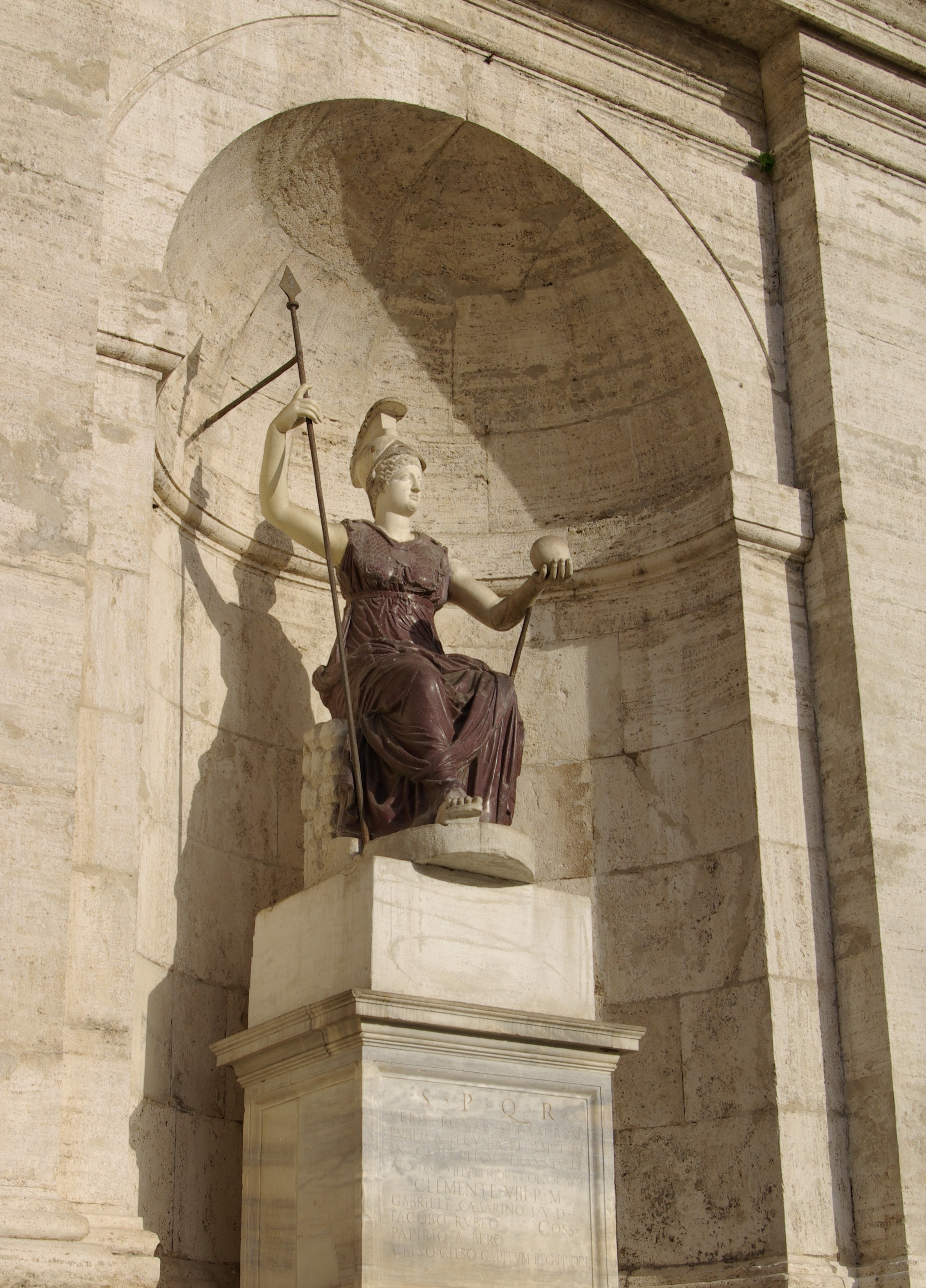
Statue der Roma am Brunnen auf dem Kapitolsplatz in Rom

Im römischen Reich war Roma eine Gottheit, die als Personifikation den römischen Staat oder die Stadt Rom symbolisierte. Ihr waren einige Tempel und heilige Plätze geweiht.
Roma wird 269 v. Chr. erstmals auf As-Münzen aus Rom erwähnt sowie 204 v. Chr. auf römischen Münzen aus Lokroi in Kalabrien, woraus geschlossen wird, dass die nichtrömische Bevölkerung Roma ebenfalls religiös verehrt haben könnte. Tatsächlich sind die ersten sicher belegten Kulte für Roma in der griechischen Welt zu finden. In diesen Zusammenhang passt, dass ihr in Smyrna 195 v. Chr. ein Tempel errichtet wurde. Ferner wird von Roma-Kulten auf Ephesos, Sardes und Delos berichtet.
Roma war eine Göttin, deren Verehrung als „Princeps Civitatis“ („Erste unter den Städten“) von Augustus als Teil einer Propagandakampagne auch im Westen des Römischen Reiches offiziell gemacht wurde. Er verlieh dadurch dem römischen Staatskonzept religiöse Weihen, ließ eine Reihe von Tempeln der Roma und des Augustus mit seinen Res gestae errichten und Inschriften anbringen, die damit die neue Göttin popularisieren sollten. Unter anderem in Lugdunum (heute Lyon) wurde ihm und Roma ein gemeinsamer Altar errichtet. Eine wichtige Rolle bei der Verehrung der Roma und des Kaisers spielte das Concilium provinciae, der „Provinziallandtag“ einer römischen Provinz.
Von 121 bis 136 wurde Roma unter den Kaisern Hadrian und Antoninus Pius gemeinsam mit der Göttin Venus an der Via Sacra in Rom mit dem Tempel der Venus und der Roma der bis dahin größte römische Tempel gebaut. Dadurch wurde Roma unter die römischen Staatsgötter aufgenommen.